# Бредлі (Мен)
Бредлі (англ. Bradley) — місто (англ. town) в США, в окрузі Пенобскот штату Мен. Населення — 1532 особи (2020).

## Демографія
Згідно з переписом 2010 року, у місті мешкали 1492 особи в 625 домогосподарствах у складі 411 родини. Було 719 помешкань
Расовий склад населення:
| - 97,3 % — білих - 1,5 % — корінних американців - 0,3 % — азіатів - 0,1 % — чорних або афроамериканців |

До двох чи більше рас належало 0,7 %. Частка іспаномовних становила 0,3 % від усіх жителів.
За віковим діапазоном населення розподілялося таким чином: 21,9 % — особи молодші 18 років, 63,4 % — особи у віці 18—64 років, 14,7 % — особи у віці 65 років та старші. Медіана віку мешканця становила 40,0 року. На 100 осіб жіночої статі у місті припадало 95,5 чоловіків;  на 100 жінок у віці від 18 років та старших — 94,2 чоловіків також старших 18 років.
Середній дохід на одне домашнє господарство  становив 70 996 доларів США (медіана — 51 172), а середній дохід на одну сім'ю — 81 820 доларів (медіана — 61 466). Медіана доходів становила 38 796 доларів для чоловіків та 34 091 долар для жінок. За межею бідності перебувало 9,7 % осіб, у тому числі 11,1 % дітей у віці до 18 років та 5,1 % осіб у віці 65 років та старших.
Цивільне працевлаштоване населення становило 809 осіб. Основні галузі зайнятості: освіта, охорона здоров'я та соціальна допомога — 40,2 %, будівництво — 15,3 %, роздрібна торгівля — 10,3 %, науковці, спеціалісти, менеджери — 7,9 %.